# Lauren Tom
Lauren Tom (ur. 4 sierpnia 1961 roku w Chicago) – amerykańska aktorka chińskiego pochodzenia.

## Życiorys
Lauren Tom urodziła się na przedmieściach Chicago w Highland Park w stanie Illinois, jako córka Nancy (z domu Dare) i Chana Toma Jr., który pracował w branży mrożonek. Lauren ma brata imieniem Chip. Ich rodzice urodzili się w Chicago, a ich dziadkowie pochodzili z Kaiping w Guangdong w Chinach. 

### Kariera
Tom zaczęła występować z zespołem musicalu A Chorus Line w wieku 17 lat. Spędziła kilka miesięcy na Broadwayu, gdzie występowała m.in. w takich przedstawieniach jak Doonesbury, współpracowała ze znanymi reżyserami teatralnymi, takimi jak Peter Sellars i JoAnne Akalaitis. Oprócz pracy na scenie rozpoczęła także karierę filmową i telewizyjną. Od 1982 roku pracowała w rolach gościnnych, a później drugoplanowych w serialach telewizyjnych i filmach, zanim zaproponowano jej większe role, takie jak The Joy Luck Club. 
W latach 90. zagrała także w kilku odnoszących sukcesy serialach telewizyjnych, takich jak Przyjaciele, i coraz częściej pracowała jako aktorka głosowa przy różnych projektach filmowych i serialowych. Jedną z jej dobrze znanych ról głosowych jest Amy Wong w Futuramie.
W 2017 roku została przyjęta do Amerykańskiej Akademii Filmowej, która przyznaje Oscary.

### Życie prywatne
W 1982 roku poślubiła Glenna Lau-Kee. Po zakończeniu tego małżeństwa poślubiła aktora Curta Kaplana w październiku 1999. Ona i Kaplan mają dwóch synów. 

## Wybrana filmografia
- 1994: Małolat jako Pani Ho
- 1994: Kiedy mężczyzna kocha kobietę jako Amy
- 1994: Przyjaciele jako Julie
- 1995: Ucieczka do Góry Czarownic jako Claudia Ford
- 1995: Porywacz jako Lily Yee
- 1996: Nie zdradzaj tajemnic jako Connie Ching
- 2003: Manhood jako Bambi
- 2003: Zły Mikołaj jako Lois
- 2003–2005: Młodzi Tytani jako Jinx i Gizmo
- 2004: W doborowym towarzystwie jako Położna
- 2005: Amerykański smok Jake Long jako Matka Jake'a (głos)
- 2005: W.I.T.C.H. Czarodziejki jako Babcia Yan Lin (głos)
- 2005: God's Waiting List jako Sylvia
- 2006: Uwaga, faceci! jako Mai Washington
- 2007: Futurama jako Amy Wong/Inez Wong (głos)